# Contrabbando (singolo)
Contrabbando è un singolo dei cantautori italiani Tropico e Cesare Cremonini e del rapper italiano Fabri Fibra, pubblicato l'8 luglio 2022.

## Descrizione
Riguardo al significato del testo, Tropico ha dichiarato:

## Accoglienza
Fabio Fiume, recensendo il brano per All Music Italia, ha spiegato che il brano presenta un «testo intelligente e collaborazioni reali, calibrate nella misura, con Cesare [Cremonini] che non è nemmeno solitissimo ai feat e che qui invece duetta proprio per l'intero pezzo».

## Video musicale
Il video, diretto da Simone Peluso, è stato reso disponibile in concomitanza con il lancio del singolo attraverso il canale YouTube di Tropico.

## Tracce
Testi di Davide Petrella, Cesare Cremonini e Fabrizio Tarducci, musiche di Davide Petrella.
1. Contrabbando – 3:34

## Classifiche
| Classifica (2022) | Posizione massima |
| ----------------- | ----------------- |
| Italia            | 74                |